# برونو هايم
برونو هايم هو دبلوماسي سويسري، ولد في 5 مارس 1911 في أولتن في سويسرا، وتوفي بنفس المكان في 18 مارس 2003.